# 生田目翼
生田目 翼（なばため つばさ、1995年2月19日 - ）は、茨城県常陸大宮市出身のプロ野球選手（投手）。右投右打。北海道日本ハムファイターズ所属。

## 経歴

### プロ入り前
常陸大宮市立村田小学校3年から常陸大宮リトルで硬式野球を始め、投手兼捕手で4番を務めた。常陸大宮市立第二中学校では軟式野球部に所属し、内野手を経て、2年秋からはエースで3番を打っていた。
水戸工業高等学校では1年秋から「4番・遊撃手」、2年秋からはエースとして県8強、3年夏も県8強に進出したが甲子園出場はできなかった。

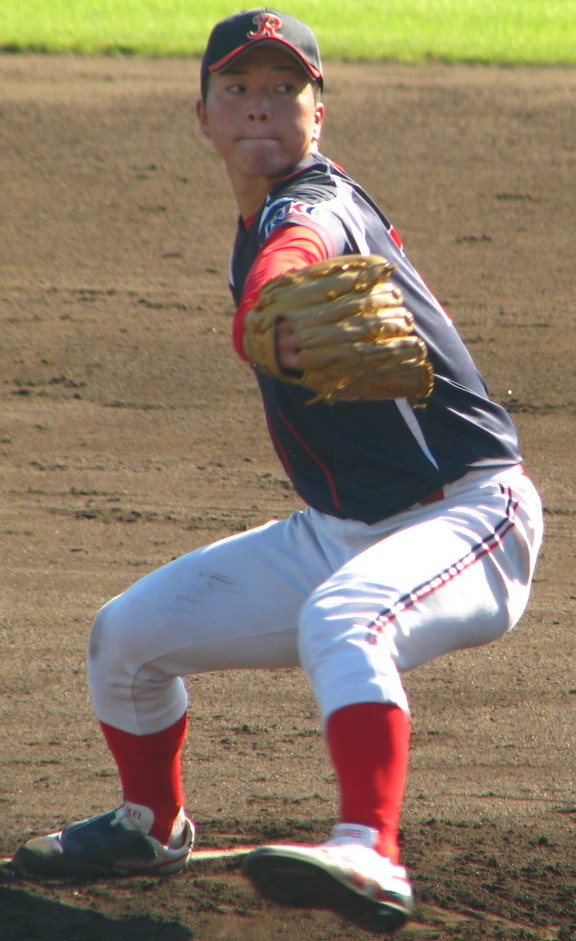
流通経済大学時代(2016年10月15日)

流通経済大学では1年春から救援でベンチ入り。 翌2年春のリーグ戦でエースの座を獲得し、4勝3敗、防御率2.59で投手十傑入りを果たす。田中正義と投げ合った創価大学1回戦では2安打4四死球1対0の完封勝利を記録した。以降は主に先発1番手としてチームを引っ張り、計39戦（先発29）で17勝8敗の実績を残した。
2年秋は15試合中10試合で最多の71.2回（61奪三振）と奮闘を見せ、共栄大学1回戦で9者連続を含む14奪三振、4安打5四死球、5対0完封の力投を演じた。3年春は6勝（5完投）0敗,防御率2.65でMVPなど2冠を受賞し15季ぶりのリーグ優勝に貢献、そして第64回全日本大学野球選手権大会で29年ぶりとなる準優勝を達成した。3年秋はシーズン中に右肘を痛め、翌4年春は右肩痛を発症し登板できなかった。尚、3年秋の関東地区大学野球選手権大会には指名打者で出場。しかし4年秋途中で復帰し、高千穂大学戦で1年ぶりの完投勝利を挙げた。その後、プロ志望届を提出していたが、2016年10月20日に行われたプロ野球ドラフト会議では指名漏れとなった。ドラフト会議前に「地元に戻って公務員になりたい。野球を続けるのは大学まで」と発言したため、当時はマスコミ関係者だけでなく多くの野球ファンが驚いたという。生田目本人は後に、当時の自分は自信が全くなく、プロ入りするという選択肢はあまりにも現実的ではないと考えていたためと上記の発言の意図について説明している。
日本通運では元北海道日本ハムファイターズの武田久投手兼任コーチから主にマウンドでの心構えや制球面等の指導を受け、投球の幅を広げた。そして1年目に7月の都市対抗で抑えとして公式戦デビューし、11月の選手権でも登板した。2年目は先発投手を担い、6月の都市対抗予選･新日鐵住金かずさマジック戦で4安打初完封を記録した。
2018年10月25日に行われたドラフト会議では、北海道日本ハムファイターズから3位指名を受け、11月16日に契約金6000万円、年俸1000万円（金額は推定）で仮契約を結んだ。背番号は13。

### 日本ハム時代
2019年6月1日のオリックス・バファローズ戦でプロ初登板初先発を果たしたが、2回4失点で降板した。8月21日に中継ぎとして一軍へ昇格するも、9月7日に出場選手登録を抹消され、ルーキーイヤーは一軍で4試合（1先発）に登板して0勝1敗・防御率7.88という成績であった。オフに現状維持となる推定年俸1000万円で契約を更改した。
2020年は7月7日に中継ぎとして出場選手登録をされたが、結果を残せず同13日に登録抹消。その後は二軍調整が続き、約4か月ぶりの一軍登板となった11月2日の埼玉西武ライオンズ戦に先発したが、5回3失点（自責点2）で敗戦投手となった。この年は3試合（1先発）の登板で0勝1敗・防御率7.50という成績に終わり、オフに80万円減となる推定年俸920万円で契約を更改した。
2021年は開幕から二軍生活が続いたものの、イースタン・リーグでは19試合の登板で4勝6敗、チーム最多の90イニングを投げて規定投球回に到達。防御率2.30を記録し、最優秀防御率に輝くと、10月19日に一軍へ昇格し、同日の西武戦でシーズン初登板初先発。6回1失点の好投でプロ初勝利を挙げた。ただ、チーム事情で登板機会が無くなったため同24日に登録抹消となり、この年の一軍登板は1試合のみであった。オフに20万円減となる推定年俸900万円で契約を更改した。
2022年は開幕を二軍で迎え、イースタン・リーグでは6試合の先発登板で防御率3.96という成績ながら、全選手を一度は一軍で起用するという新監督・BIGBOSSの方針もあり、5月6日の西武戦でシーズン初登板初先発。自己最速タイとなる155km/hを計測するなど、5回1/3を2失点と試合を作ったものの、打線の援護に恵まれず敗戦投手となった。同18日のオリックス戦でも一軍での先発機会を得たが、4回2/3を3失点で降板し、翌日に出場選手登録を抹消された。その後の一軍昇格は果たせずにシーズンを終え、この年は2試合の先発登板で0勝1敗・防御率3.60という成績であった。オフに現状維持となる推定年俸900万円で契約を更改した。
2023年は6月14日に出場選手登録。5試合の登板で0勝1敗・防御率2.16を記録していたが、7月28日に登録抹消となり、そのまま二軍でシーズンを終えた。異例となった本拠地での秋季キャンプで11月11日に行われた紅白戦に登板し、2回無失点に抑えると、BIGBOSS改め新庄剛志監督から翌年の先発起用が明言された。オフに現状維持となる推定年俸900万円で契約を更改した。
2024年は春先に2イニングを投げた登板が2試合あったものの、それ以外の登板はショートイニングで起用され、リリーフとしては自身初めて開幕を一軍で迎えた。5月22日のオリックス戦では2点リードの6回表二死からワンポイントで登板し、中川圭太を空振り三振に抑え、プロ初ホールドを記録。7月4日の千葉ロッテマリーンズで2点ビハインドの6回表一死一・三塁から登板し、併殺打で無失点の火消しを見せると、その後は火消しでの起用が増加した。8月7日の東北楽天ゴールデンイーグルス戦では0-0で迎えた7回裏、一死一・三塁から先発の山﨑福也が頭部死球を与えて危険球退場となり、満塁の場面で生田目が緊急登板。2者連続奪三振でこのピンチを切り抜けると、直後にチームが先制して勝利したことで生田目に3年ぶりの白星が記録された。同12日の西武戦では4点リードの9回表から登板した松浦慶斗が連続四球で無死一・二塁のピンチを招き、生田目が登板。併殺打と三振で得点を許さず、プロ初セーブを挙げた。この年はチームのリリーフ陣で唯一となる一軍フル帯同を果たし、43試合の登板で1勝1敗9ホールド1セーブ・防御率3.89を記録。ポストシーズンも一軍に帯同し、福岡ソフトバンクホークスとのCSファイナルステージ第1戦でポストシーズン初登板となり、2回1/3を無失点と好投した。この試合を含め、ファイナルステージでは2試合に登板。オフに2000万円増となる推定年俸2900万円で契約を更改した。
2025年はオープン戦5試合の登板で防御率3.86。オープン戦最終戦にも登板していたが、開幕は二軍で迎えた。4月6日に出場選手登録されると、開幕から8試合連続無失点を記録。ただ、9試合目の登板となった5月6日のオリックス戦でシーズン初失点を喫すると、7日の同カードでは同点の延長12回裏から登板し、先頭の西川龍馬を一ゴロに打ち取ったが、ベースカバー時に右足首を捻って負傷降板。翌8日に出場選手登録を抹消され、5月10日に東京都内の病院で検査を受け右前距腓靱帯損傷と診断され、試合復帰まで約3週間の見通しであることが球団から発表された。

## 選手としての特徴
| 球種         | 配分 % | 平均球速 km/h |
| ------------ | ------ | ------------- |
| カットボール | 28.5   | 145.0         |
| ストレート   | 27.7   | 150.5         |
| ツーシーム   | 23.9   | 149.0         |
| フォーク     | 18.5   | 136.0         |
| スライダー   | 01.4   | 131.7         |

日本通運時代（2017 - 2018年）のコーチであった武田久が2023年シーズン終了後に日本ハムの一軍投手コーチに就任し、5年ぶりに生田目の投球を見ると、「何か僕の知っている時のイメージとちょっと違って。ボールを動かす感じのピッチャーになっていたので」と話したように、スライダー・カットボール・ツーシーム・フォーク・カーブと多彩な変化球で打者の芯を外す投球スタイル。ストレートの最速は156km/hを計測している。

## 人物
愛称は「ちゃんつー」。
日本ハム入団前の記事によると、「公務員志望」発言とは裏腹に生真面目過ぎるほど礼儀正しい人物であり、取材の席につく際にはしっかりとした挨拶を行い、こちら側から声をかけるまで着座しないで待っていた。
日本通運でバッテリーを組んでいた捕手の木南了からも「しっかりと自分の意思を持っているピッチャー」と称賛されていた。
2023年オフに一般女性との結婚を発表した。
大相撲力士の生田目とSNSを通して交流があり、お互い切磋琢磨しあえる存在であるという。

## 詳細情報

### 年度別投手成績
| 年 度     | 球 団     | 登 板 | 先 発 | 完 投 | 完 封 | 無 四 球 | 勝 利 | 敗 戦 | セ 丨 ブ | ホ 丨 ル ド | 勝 率 | 打 者 | 投 球 回 | 被 安 打 | 被 本 塁 打 | 与 四 球 | 敬 遠 | 与 死 球 | 奪 三 振 | 暴 投 | ボ 丨 ク | 失 点 | 自 責 点 | 防 御 率 | W H I P |
| --------- | --------- | ----- | ----- | ----- | ----- | -------- | ----- | ----- | -------- | ----------- | ----- | ----- | -------- | -------- | ----------- | -------- | ----- | -------- | -------- | ----- | -------- | ----- | -------- | -------- | ------- |
| 2019      | 日本ハム  | 4     | 1     | 0     | 0     | 0        | 0     | 1     | 0        | 0           | .000  | 39    | 8.0      | 10       | 2           | 4        | 0     | 0        | 2        | 0     | 0        | 10    | 7        | 7.88     | 1.75    |
| 2020      | 日本ハム  | 3     | 1     | 0     | 0     | 0        | 0     | 1     | 0        | 0           | .000  | 29    | 6.0      | 9        | 1           | 3        | 0     | 0        | 5        | 2     | 0        | 6     | 5        | 7.50     | 2.00    |
| 2021      | 日本ハム  | 1     | 1     | 0     | 0     | 0        | 1     | 0     | 0        | 0           | 1.000 | 22    | 6.0      | 1        | 0           | 3        | 0     | 1        | 5        | 0     | 0        | 1     | 1        | 1.50     | 0.67    |
| 2022      | 日本ハム  | 2     | 2     | 0     | 0     | 0        | 0     | 1     | 0        | 0           | .000  | 41    | 10.0     | 7        | 0           | 4        | 0     | 1        | 7        | 0     | 0        | 5     | 4        | 3.60     | 1.10    |
| 2023      | 日本ハム  | 5     | 0     | 0     | 0     | 0        | 0     | 1     | 0        | 0           | .000  | 35    | 8.1      | 5        | 0           | 4        | 0     | 2        | 5        | 2     | 0        | 3     | 2        | 2.16     | 1.18    |
| 2024      | 日本ハム  | 43    | 0     | 0     | 0     | 0        | 1     | 1     | 1        | 9           | .500  | 172   | 41.2     | 48       | 1           | 9        | 1     | 1        | 34       | 1     | 0        | 18    | 18       | 3.89     | 1.37    |
| 通算：6年 | 通算：6年 | 58    | 5     | 0     | 0     | 0        | 2     | 5     | 1        | 9           | .286  | 338   | 79.3     | 80       | 4           | 27       | 1     | 5        | 58       | 5     | 0        | 43    | 37       | 4.88     | 1.34    |

- 2024年度シーズン終了時

### 年度別守備成績
| 年 度 | 球 団    | 投手  | 投手  | 投手  | 投手  | 投手  | 投手     |
| 年 度 | 球 団    | 試 合 | 刺 殺 | 補 殺 | 失 策 | 併 殺 | 守 備 率 |
| ----- | -------- | ----- | ----- | ----- | ----- | ----- | -------- |
| 2019  | 日本ハム | 4     | 0     | 1     | 0     | 0     | 1.000    |
| 2020  | 日本ハム | 3     | 1     | 0     | 0     | 0     | 1.000    |
| 2021  | 日本ハム | 1     | 2     | 2     | 0     | 1     | 1.000    |
| 2022  | 日本ハム | 2     | 1     | 2     | 0     | 0     | 1.000    |
| 2023  | 日本ハム | 5     | 2     | 2     | 0     | 1     | 1.000    |
| 2024  | 日本ハム | 43    | 3     | 4     | 0     | 1     | 1.000    |
| 通算  | 通算     | 58    | 9     | 11    | 0     | 3     | 1.000    |

- 2024年度シーズン終了時

### 記録
初記録
- 初登板・初先発登板：2019年6月1日、対オリックス・バファローズ10回戦（京セラドーム大阪）、2回4失点で勝敗つかず[6]
- 初奪三振：同上、2回裏に大城滉二から空振り三振
- 初勝利・初先発勝利：2021年10月19日、対埼玉西武ライオンズ23回戦（メットライフドーム）、6回1失点[15]
- 初ホールド：2024年5月22日、対オリックス・バファローズ11回戦（エスコンフィールドHOKKAIDO）、6回表に2番手で救援登板、1/3回無失点[38]
- 初セーブ：2024年8月12日、対埼玉西武ライオンズ17回戦（エスコンフィールドHOKKAIDO）、9回表無死に5番手で救援登板・完了、1回無失点[47]

### 背番号
- 13（2019年[5] - ）